# 里見義弘
里見義弘（1530年—1578年）為日本安房國的戰國大名。里見氏的當主。

## 生平
享祿3年（1530年）誕生（一說1525年），為戰國大名里見義堯的長子，初名義舜。永祿年間，父親開始授予他家中的實權，義舜也改名為義弘。
永祿4年（1561年）、因應箕輪城主長野業正病逝，上杉謙信意欲出兵關東，而與里見氏結為同盟。永祿5年（1562年）、義堯將家督之位讓與義弘。永祿7年（1564年）、呼應後北條氏守將太田康資的叛變、發兵進攻，掀起第二次國府台之戰。起初斬殺了敵將遠山綱景、富永直勝，取得一時優勢。但北條氏康發動夜襲，與北條綱成聯手挾擊里見軍，里見氏大敗退回安房國。之後在北條水軍的強勁攻勢下，正木時忠、土岐為賴、酒井敏房等有力領主紛紛倒戈，里見氏也喪失了上總國大半領土。
里見氏的勢力雖然一時衰退，但在3年後的永祿10年（1567年），義弘在三船山之戰擊破北條軍而挽回頹勢。義弘以上總國佐貫城為大本營，建立包含安房國、上總國、下總國的領國體制，構築了里見氏最強盛的時期。
天正5年（1577年）、義弘一改之前對立的態度，與後北條氏締結和約（房相一和）。
天正6年（1578年）、緊接著上杉謙信，義弘也突然病逝於久留里城。但是生前交代將安房國給予弟弟義賴（一說是庶長子）、上總國給予嫡子梅王丸（里見義重），分割領土的決定也在義弘死後導致里見氏家中的分裂。

## 軼聞
義弘一生娶過眾多貌美且出身名門之女，以享盡豔福聞名。

## 附註
1. ↑  義堯、義舜父子的名字，來自三皇五帝中的堯、舜二帝。